# Трясовина (Цілком таємно)

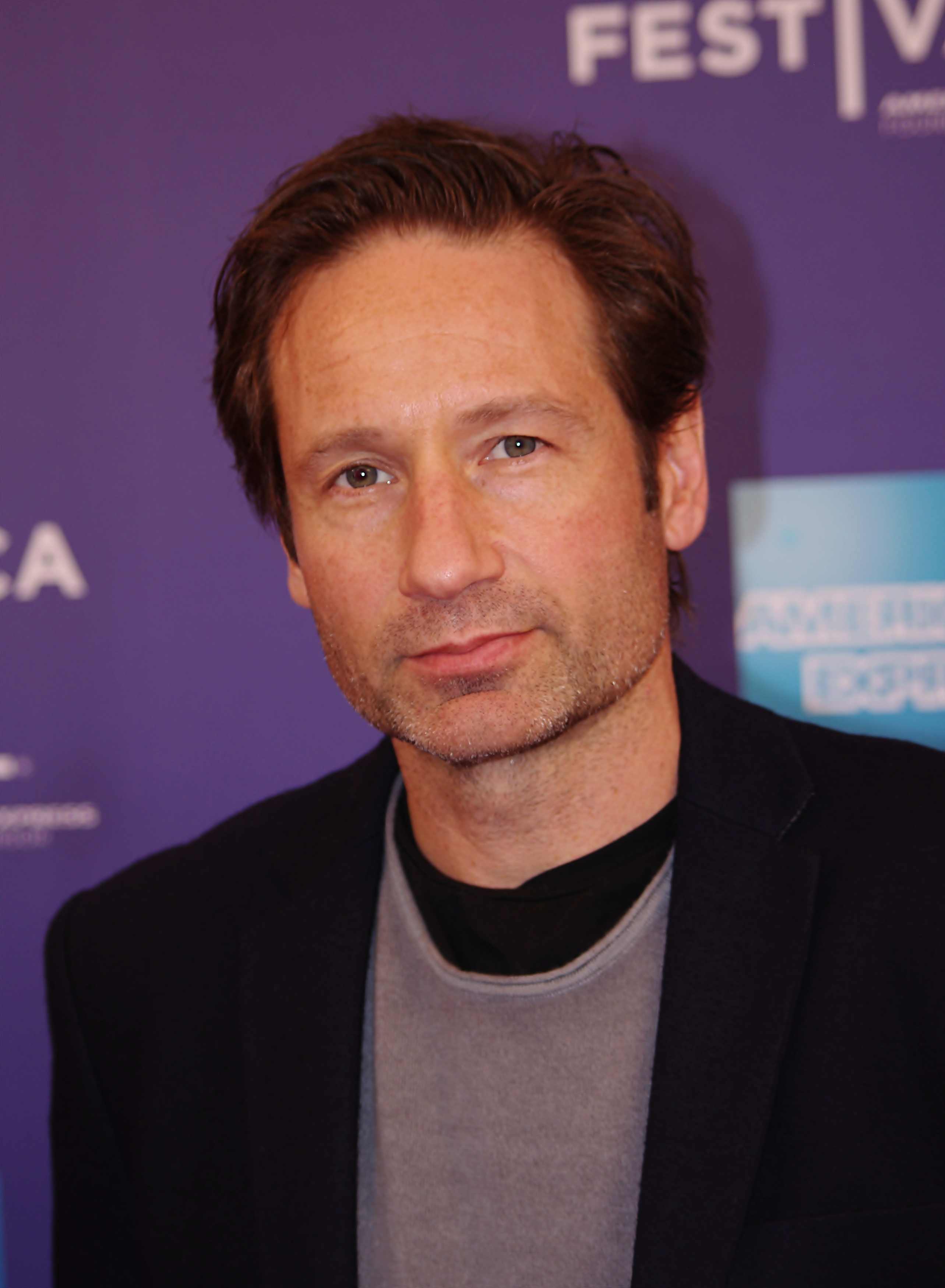

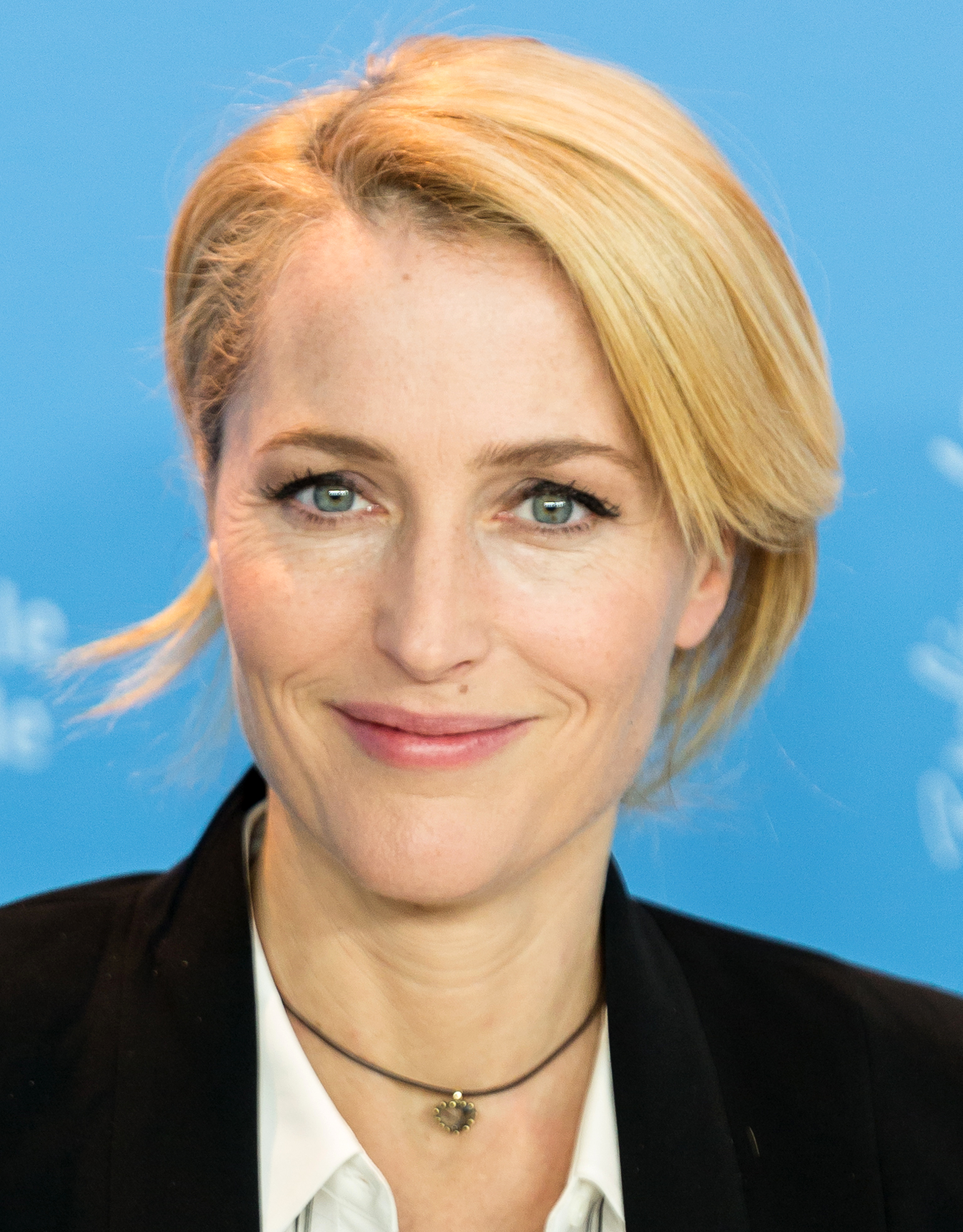

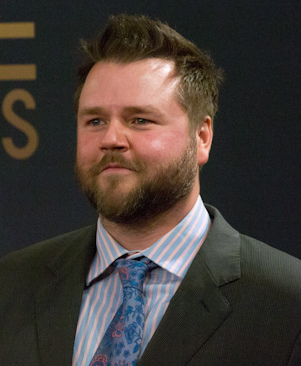

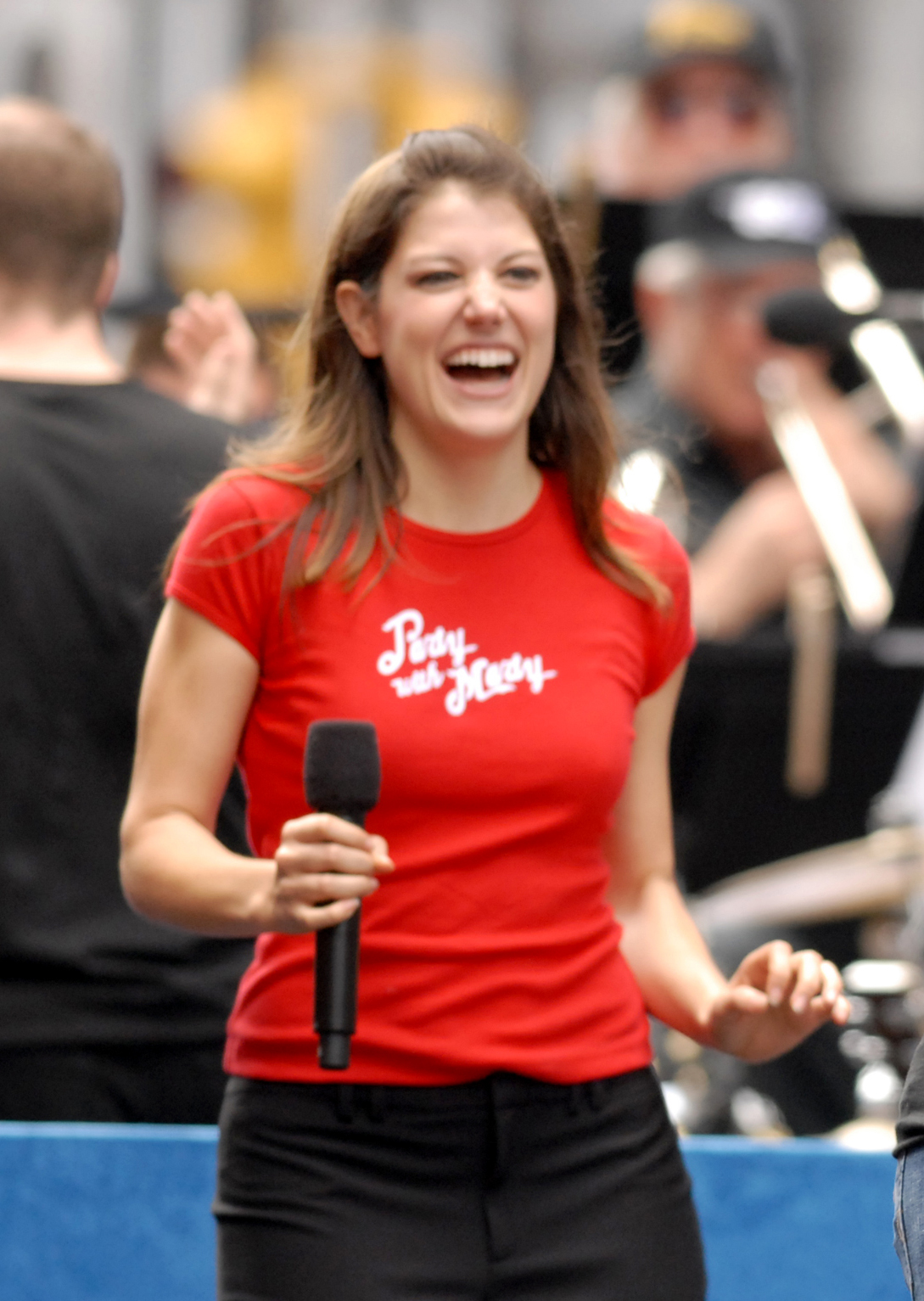

«Трясовина» — двадцять друга серія третього сезону американського науково-фантастичного серіалу «Цілком таємно». Вперше була показана на телеканалі Фокс 3 травня 1996 року. Сценарій до нього написав Кім Ньютон, а режисером був Кім Меннерс. Ця серія отримала рейтинг Нільсена в 10,2 бала і її подивились 16 млн осіб. Серія отримала переважно позитивні відгуки від критиків.
Серіал розповідає про двох агентів ФБР Фокса Малдера (роль виконав Девід Духовни) та Дейну Скаллі (роль виконала Джилліан Андерсон), які розслідують паранормальні випадки, що називають «файли X». В цій серії агенти Малдер та Скаллі розслідують серію смертей на озері в Джорджії. Малдер вважає, що причиною є монстр, який живе в озері і якого місцеві жителі називають «Великий синій монстр».
Не зважаючи на те, що сценарій написав Кім Ньютон, Дерін Морган допомагав писати сценарій, тому там є посилання на деякі його попередні серії, наприклад, «Останній відпочинок Клайда Бракмана» та «Війна копрофагів». Діалог Малдера та Скаллі, коли вони сидять на скелі, був дуже схвально сприйнятий критиками та складався з 10 сторінок тексту. Джиліан Андерсон пізніше казала, що їй дуже подобалась ця сцена.

## Сюжет
В окрузі Міллікан (Джорджія) біолог Пол Фаррадей та працівник служби національних парків Вільям Бейлі обговорюють зниження чисельності жаб. Бейлі помічає, що загубив свій пейджер і йде його шукати. Він знаходить його на березі озера. Раптом щось напало на нього та затягнуло в озеро. Агенти Малдер та Скаллі їдуть в Джорджію, щоб розслідувати цю справу. Скаллі доводиться взяти свою собачку Квіквег, оскільки їй нікому її залишити. Малдер розповідає, що до цього біля озера зник скаут. Малдер вважає, що ці вбивства вчинила невідома істота, яка живе в озері. Агенти опитують доктора Фаррадея та навідуються до місцевої рибальської крамниці. Через деякий час у воді була знайдена нижня половина тіла скаута.
Цієї ж ночі власник рибальської крамниці йде болотом у взутті, яке залишає сліди, схожі на відбитки динозавра. Щось нападає на нього та вбиває. Малдер просить місцевого шерифа закрити озеро, але той відмовляється, кажучи, що в нього недостатньо людей, аби охороняти 48 миль берега. Через деякий час двоє підлітків бачать, як щось нападає на водолаза, затягує його у воду, а потім на поверхню випливає лише голова. Скаллі не вірить, що на нього напала якась істота і вважає, що водолазу могло відрізати голову пропелером моторного човна. Потім щось нападає на фотографа, який стоїть на березі. Він намагається сфотографувати те, що на нього нападає. Ще через деякий час шерифа затягує у воду, але йому вдається вибратись. Тільки тоді він віддає наказ закрити озеро. Ввечері Малдер переглядає фотографії вбитого фотографа, а Скаллі тим часом іде на прогулянку із Квіквегом. Собачка відчуває щось і починає безперервно гавкати. Квіквег втікає. Скаллі намагається її наздогнати, але це їй не вдається. Малдер розуміє, що напади відбуваються все ближче і ближче до берега.
Агенти орендують човен та пливуть на ньому по озеру в сподіванні щось знайти. Раптом вони бачать на радарі, як щось велике наближається до них. Через декілька секунд щось сильно вдарило по човну і він затонув. Агенти випливли на скелю, яка стирчала з води, та почали чекати на допомогу. Поки вони сидять там, агенти розмовляють. Раптом з'являється доктор Фаррадей. Він каже, що берег зовсім недалеко і тут мілко, тому можна пройти до берега пішки. Малдер припускає, що через зниження чисельності жаб «Великий синій монстр» змушений шукати іншу їжу, зокрема людей. Щось нападає на доктора Фаррадея. Малдер починає шукати істоту, яка напала на доктора. Раптом він чує — щось наближається до нього. Малдер починає стріляти. Цією істотою виявляється величезний алігатор. Коли агенти йдуть, по озеру пропливає «Великий синій монстр» і залишається непоміченим.

## Створення
Не зважаючи на те, що сценарій написав Кім Ньютон, Дерін Морган допомагав писати сценарій, тому там є посилання на деякі його попередні серії, наприклад «Останній відпочинок Клайда Бракмана» та «Війна копрофагів». Під час серії «Останній відпочинок Клайда Бракмана» Скаллі забрала собі собачку вбитої сусідки Клайда Бракмана і назвала її Квіквег. В цій серії собачка загинула. Двоє підлітків, які стали свідками нападу на водолаза, є тими самими, які робили саморобні галюциногенні речовини у себе в підвалі в серії «Війна копрофагів». Френк Спотніц, який теж працював над сценарієм, сказав, що в цій серії вирішили вбити Квіквега, щоб позбавитись зайвого персонажа. Округ Міллікан названий на честь директора з акторського складу Ріка Міллікана. Човен «Патріка Рае», на якому агенти пливуть по озеру, названий на честь матері режисера Кіма Меннерса.
Серію знімали на трьох озерах Британської Колумбії: Бунтзен, Пітт та Райс. Озеро Бунтзен використовували для зйомок болотистої місцевості, Пітт — для зйомок причалу, а також рибальської крамниці, що розташована поруч, Райс — для фінальної сцени. Для знімання сцени, в якій Малдер та Скаллі сидять на скелі, заповнили водою величезний бак і поставили в ньому штучну скелю. «Скеля» почала пливти, і знімальній команді знадобилось багато часу, щоб прикріпити її на місце. Для зйомок останніх кадрів із «Великим синім монстром» спочатку зробили гумовий муляж та протягли його по воді, прив'язавши до човна, але це виглядало непереконливо, тому «Великий синій монстр» був намальований за допомогою комп'ютерної графіки.
Джилліан Андерсон казала про сцену, де Скаллі разом з Малдером сидять на скелі: «Мені дуже подобається ця сцена. Вона була написана дуже добре. Це була гарна ідея відділити нас від зовнішнього світу, щоб ми могли пофілософствувати та сказати один одному правду». Цей діалог був дуже гарно сприйнятий критиками та складався з 10 сторінок тексту.

## Знімались
| Актор             | Роль                |
| ----------------- | ------------------- |
| Девід Духовни     | Фокс Малдер         |
| Джилліан Андерсон | Дейна Скаллі        |
| Кріс Елліс        | шериф               |
| Тімоті Вебер      | доктор Пол Фаррадей |
| Марк Ачесон       | Тед Бертрам         |
| Тайлер Лебін      | Стоунер             |
| Ніколь Паркер     | Чік                 |